# 拉奥孔

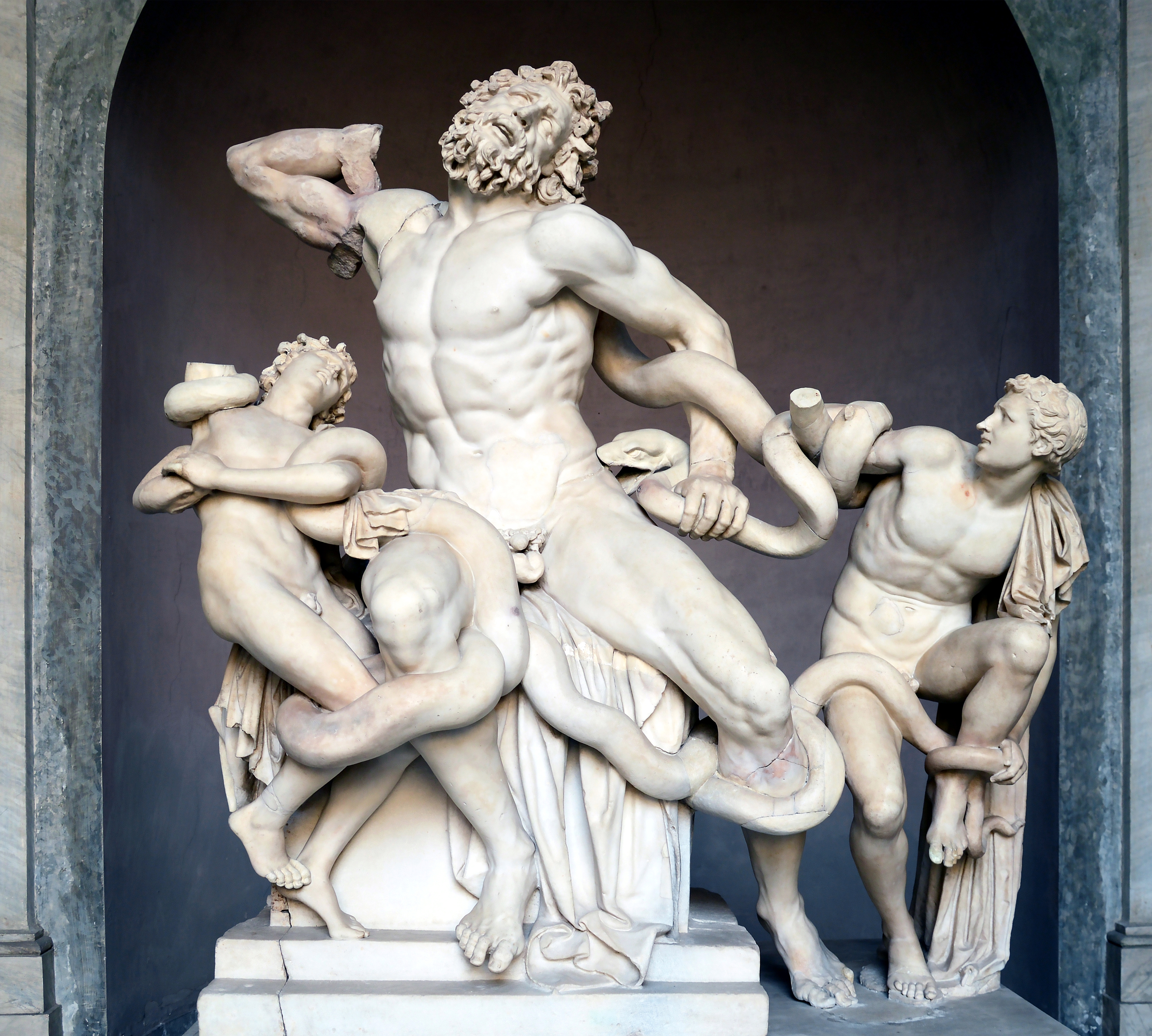
梵蒂冈博物馆所藏的雕像《拉奥孔与儿子们》

拉奥孔是Acoetes之子，特洛伊人，波塞冬或尼普顿（罗马神话对应波塞冬的神）的祭司。由于他违反了神的旨意而死，可能是结婚生子，也可能是与妻子在神殿中交媾而犯了亵渎之罪。史诗中写道他在特洛伊战争最后阶段的木马计中警告特洛伊人不要接受希腊人留下的木马，指出这会给特洛伊带来灾难，但雅典娜派出海蛇绞杀了他和他的儿子，希腊人的木马计也顺利进行。
在《埃涅阿斯纪》中，维吉尔让拉奥孔说出了名句Equo ne credite, Teucri / Quidquid id est, timeo Danaos et dona ferentes，意思是“不要相信这木马，特洛伊人 / 即使希腊人带着礼物来，我也怕他们。”这句话后来衍生为一句俗语：“小心带着礼物的希腊人”，表示对方其实包藏祸心。

## 拉奥孔之死
《伊利亚特》之后 Quintus Smyraeus 的史诗Posthomerica详细描写了拉奥孔之死。拉奥孔请求特洛伊人把木马烧掉以确保这不是阴谋诡计，雅典娜为了阻止他预言，震撼大地并弄瞎了拉奥孔的眼睛，特洛伊人认为这是因为触犯了神，于是把木马拉进了城。拉奥孔继续劝阻，雅典娜（一说是波塞冬）派出海蛇绞杀了他和他的儿子。
西方古籍《书库》中记述的是阿波罗派出的海蛇，因为拉奥孔曾经在和妻子在阿波罗神像前交媾，犯了亵渎之罪。
维吉尔在《埃涅阿斯纪》中也写了这件事。按维吉尔的说法，特洛伊人没有听从拉奥孔的劝告，反而听信了香农（一个自愿留下欺骗特洛伊人的希腊战士）编出来的谎言，拉奥孔一怒之下把长矛向木马掷去。支持希腊人的密涅瓦（雅典娜）派出海蛇勒死了拉奥孔和他的两个儿子 Antiphantes 和 Thymbraeus。S.V. Tracy 指出：“拉奥孔以城邦的名义将一头牛献祭给海神（201行），到头来自己却成为悲惨的牺牲（223-224行）。这个比喻很清楚，在一定程度上，他的死亡成为代表整个城邦的符号”。
按照古希腊诗人 Euphorion 的说法，拉奥孔的死是因为在对波塞冬的圣地不敬，不幸的是受罚的时机让特洛伊人将他的死误解成攻击木马的结果，于是他们把木马拉进城里，导致了灾难结局。索福克勒斯曾以拉奥孔的故事为主题创作了悲剧《拉奥孔》，现已失传。

## 雕像《拉奥孔与儿子们》
一尊著名的大理石雕刻《拉奥孔与儿子们》描绘了拉奥孔之死，按照老普林尼的说法，是罗得岛的三位雕塑家 Agesander、Athenodoros 和 Polydorus 共同创作的，现存梵蒂冈博物馆。许多艺术家做过这尊雕像的复制品，其中很有名的是巴喬·班迪內利的作品。完整的雕像（有些根据推测加上了缺失的部分）可以在梵蒂冈、佛罗伦萨的乌菲兹美术馆以及乌克兰敖德萨的考古博物馆等地看到。
该雕像1506年被发现时，拉奥孔没有右臂。当时的教皇希望修复残缺的右臂。米开朗基罗认为拉奥孔的右胳膊应该是往回折的，这样显得痛苦；而别人认为拉奥孔右胳膊应该是朝天伸直的。最终拉斐尔做评判，同意后者，雕像被修复成右臂朝天伸直的样子。1906年，奧地利考古學家Ludwig Pollak 拉奧孔遺跡出土的附近發現右手臂。1957年，梵蒂岡博物館決定將右手臂裝回雕像，证明米开朗基罗的见解是正确的。
拉奥孔雕像成为莱辛于1766年所著《拉奥孔》一书的中心议题。Daniel Albright 在著作 Untwisting the Serpent: Modernism in Literature, Music, and Other Arts 中以美学观点对拉奥孔的角色进行了重新分析。
除了文学著作，约翰·巴思在短篇小说 The End of the Road 中用到拉奥孔的胸像。R.E.M 乐队在专辑 Murmur 中的 Laughing 一歌中提到拉奥孔和他的两个儿子。漫画《阿斯泰利克斯历险记》中也戏仿过拉奥孔雕像的姿态。